# Helina nudibasis
Helina nudibasis este o specie de muște din genul Helina, familia Muscidae, descrisă de John Otterbein Snyder în anul 1949.
Este endemică în New Mexico. Conform Catalogue of Life specia Helina nudibasis nu are subspecii cunoscute.